# デキストラスクラーゼ
デキストラスクラーゼ(Dextransucrase、EC 2.4.1.5)は、以下の化学反応を触媒する酵素である。
スクロース + (1,6-α-D-グルコシル)n{\displaystyle \rightleftharpoons }D-フルクトース + (1,6-α-D-グルコシル)n+1
従って、この酵素の2つの基質はスクロースと(1,6-α-D-グルコシル)n、2つの生成物はD-フルクトースと(1,6-α-D-グルコシル)n+1である。
この酵素は、グリコシルトランスフェラーゼ、特にヘキソシルトランスフェラーゼに分類される。系統名は、スクロース:1,6-α-D-グルカン 4-α-D-グルコシルトランスフェラーゼである。その他よく用いられる名前に、sucrose 6-glucosyltransferase、SGE、CEP、sucrose-1,6-alpha-glucan glucosyltransferase等がある。この酵素は、デンプンやスクロースの代謝に関与している。